# Luquiapu
Luquiapu (auch: Luqui Yapu oder Turqui) ist eine Ortschaft im Departamento Potosí im Hochland des südamerikanischen Andenstaates Bolivien.

## Lage im Nahraum
Luquiapu liegt in der Provinz Tomás Frías und ist der größte Ort im Cantón Salinas de Yocalla im Municipio Yocalla. Die Ortschaft liegt auf einer Höhe von 3720 m oberhalb des rechten, südlichen Ufers des Río Pilcomayo, des längsten westlichen Nebenflusses des Río Paraguay.

## Geographie
Luquiapu liegt am Ostrand des bolivianischen Altiplano vor der Anden-Gebirgskette der Cordillera Central.
Die mittlere Jahrestemperatur der Region liegt bei etwa 11 °C (siehe Klimadiagramm Potosí), der Jahresniederschlag beträgt etwa 350 mm. Die Region weist ein ausgeprägtes Tageszeitenklima auf, die Monatsdurchschnittstemperaturen schwanken nur unwesentlich zwischen 8 °C im Juni/Juli und 13 °C von November bis März. Die Monatsniederschläge liegen zwischen unter 10 mm in den Monaten Mai bis September und knapp 80 mm im Januar und Februar.

## Verkehrsnetz
Luquiapu liegt in einer Entfernung von 59 Straßenkilometern nordwestlich von Potosí, der Hauptstadt des gleichnamigen Departamentos.
Von Potosí aus führt die Nationalstraße Ruta 1 in nördlicher Richtung über Yocalla und das drei Kilometer nördlich gelegene Cieneguillas weiter nach Poopó, Oruro und El Alto, der Nachbarstadt von La Paz, und nach Desaguadero am Titicaca-See. In Cieneguillas zweigt eine unbefestigte Nebenstraße nach Westen ab, der „Camino Cieneguillas Turqui“, der nach fünf Kilometern auf einer Brücke den Río Pilcomayo überquert und nach weiteren sechs Kilometern Luquiapu erreicht.

## Bevölkerung
Die Einwohnerzahl der Ortschaft ist in dem Jahrzehnt zwischen den beiden letzten Volkszählungen um etwa ein Drittel zurückgegangen:
| Jahr | Einwohner         | Quelle       |
| ---- | ----------------- | ------------ |
| 1992 | keine Detaildaten | Volkszählung |
| 2001 | 657               | Volkszählung |
| 2012 | 406               | Volkszählung |
| 2024 |                   | Volkszählung |

Die Region weist einen deutlichen Anteil an Quechua-Bevölkerung auf, im Municipio Yocalla sprechen 94,5 Prozent der Bevölkerung Quechua.